# Ельцтальбан
Ельцтальбан (нім. Elztalbahn) — одноколійна залізниця стандартної колії завдовжки 19,3 км у Шварцвальді, Баден-Вюртемберг, Німеччина. 
Лінія відгалужується від Райнтальбану в Денцлінгені на дільниці між Фрайбургом та Оффенбургом та прямує вгору долиною річки Ельц до Вальдкірха та Ельцаха. 

Колія належить DB Netz AG, пасажирські послуги на Ельцтальбані забезпечуються міською залізницею Брайсгау S-Bahn, потяги якої прямують Райнтальбаном до станції Фрайбург-Головний. 
Зазвичай курсують два потяги на годину з Фрайбурга до Вальдкірха, а один потяг прямує до Ельцаху. 

## Історія
Оскільки жоден приватний інвестор не бажав фінансувати будівництво Ельцтальбану, місто Вальдкірх взяло на себе ініціативу та побудувало 7,1-кілометрову залізницю від Вальдкірха до Денцлінгена як приватну залізницю. 
30 березня 1872 року уряд Бадена запровадив правову основу для будівництва, а 29 серпня того ж року було надано концесію. 

Експлуатація лінії, яка була відкрита 1 січня 1875 року, передана державним залізницям Великого герцогства Баден в 1887 році. 

### Розширення до Ельцаху
Хоча рух, особливо пасажирський, розвивався задовільно, фінансовий тягар для міста Вальдкірх був занадто високим у довгостроковій перспективі. 
Тож 1 квітня 1886 року він із полегшенням прийняв пропозицію держави придбати залізницю. 
20 серпня 1901 року Ельцтальбан було подовжено на 12 км до її нинішньої кінцевої станції в Ельцах. 

Електрифікована залізниця колії 750 мм до фабрики швейних ниток «Gütermann» сполучалася на станції Гутах. 
Існували різні варіанти розширення через Оберпрехталь до Гаузаху — востаннє в 1950-х рр. — але так і не були реалізовані. 

### Відкриття трафіку S-Bahn Брайсгау
У 1997 році Ельцтальбан обрано Zweckverband Regionalverkehr Breisgau (регіональна транспортна асоціація Брайсгау, ZRF) разом із залізницею Фрайбург — Брайзах як пілотна лінія для інтегрованої регіональної транспортної концепції «Breisgau-S-Bahn 2005». 

У наступні роки розширено пасажирське сполучення, а залізничне господарство повністю відремонтовано та оновлено. 
Як перший крок, в 1997 році операції були закриті по неділях. 
Через два роки запроваджено погодинне сполучення з Ельцахом із додатковими поїздами між Фрайбургом і Вальдкірхом. 
У грудні 2001 року запроваджено заплановане покращення служби з півгодинними рейсами до Вальдкірху та погодинними рейсами до Ельцаху в робочі дні. 
Вечорами, неділями та святковими днями відбувалися щогодини рейси до Ельцаху.
З травня по червень 2009 року відновлено колії між Вальдкірхом і Ельцахом. 
Оригінальні сталеві шпали коритоподібної форми були замінені сталевими Y-подібними шпалами . 
Залізниця дозволяє навантажувати на вісь 22,4 тонни, і має пройти від 70 до 80 років, перш ніж потрібна буде заміна. 

## Операції
Сьогодні лінія належить DB Netz. 

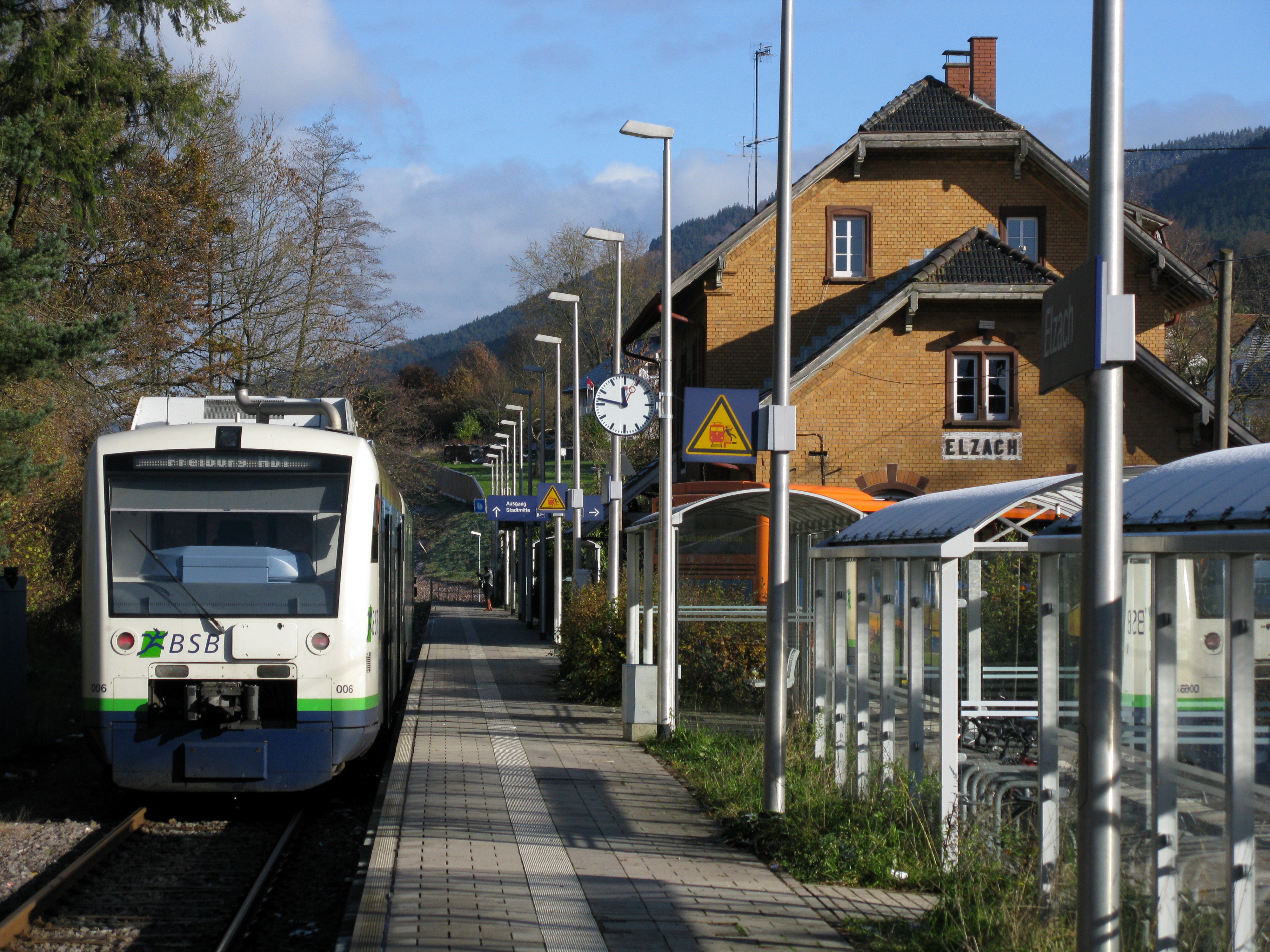
Regio-Shuttle Брайсгау S-Bahn на кінцевій зупинці в Ельцаху

З 15 грудня 2002 року послуги місцевого залізничного транспорту надає Брайсгау S-Bahn, яку об’єднано з материнською компанією SWEG Südwestdeutsche Landesverkehrs у грудні 2017 року. 
Вагони Regio-Shuttle регулярно курсують із Фрайбурга до Ельцаху щогодини, через Вальдкірх. 
Крім того, у будні дні до Вальдкірха курсують додаткові потяги, тому між Фрайбургом і Вальдкірхом інтервал складає півгодини, але в зворотному напрямку існують менш регулярні поперемінні інтервали 39 і 21 хвилин.
| Тип потяга | Маршрут                                                                         |
| ---------- | ------------------------------------------------------------------------------- |
| SWEG       | Фрайбург – Гундельфінген – Денцлінген – Бухгольц – Вальдкірх – Кольнау – Ельцах |
| SWEG       | Фрайбург – Гундельфінген – Денцлінген – Бухгольц – Вальдкірх                    |

## Рухомий склад
Deutsche Bundesbahn і DB Regio використовували локомотиви DB Class 218 до 2002 року, раніше використовувалися локомотиви DB Class V 100, до яких чіпляли міжміські та головні вагони. S-Bahn Брайсгау використовує вагони Regio-Shuttle з грудня 2002 року. 
Через брак рухомого складу також використовуються кілька одиниць з інших мереж SWEG. 
Компанія SWEG , яка керує Ельцтальбаном після її модернізації та електрифікації у 2020 році, замовила 12 вагонів Talent 3. Чотиривагонні поїзди CAF Talent 3 експлуатуються з жовтня 2021 року. 